# Albert Lewin
Albert Lewin (* 23. September 1894 in Brooklyn, New York City, New York, USA; † 9. Mai 1968 in New York City, New York, USA) war ein US-amerikanischer Regisseur, Produzent und Drehbuchautor. 

## Leben und Werk
Lewin wuchs in Newark in New Jersey auf, studierte in Harvard und lehrte danach englische Literatur an der University of Missouri. Nach dem Wehrdienst im Ersten Weltkrieg war er stellvertretender Leiter des „American Jewish Relief Committee“. Zum Film kam er als Theater- und Filmkritiker der „Jewish Tribune“. Anfang der 1920er Jahre beurteilte er Filmskripte für Samuel Goldwyn und bearbeitete Drehbücher für King Vidor und Victor Sjöström. 1924 wurde er Drehbuchschreiber bei Metro-Goldwyn-Mayer, wo er Ende der 1920er Jahre Leiter der Drehbuchabteilung wurde und persönlicher Assistent und Vertrauter von Irving Thalberg. Er produzierte (offiziell als „associate producer“) einige der größten Erfolgsfilme von MGM in den 1930er Jahren wie Meuterei auf der Bounty. Nach Thalbergs Tod ging er 1937 als Produzent zu Paramount, wo er bis 1941 blieb. 1938 war er dort für die Produktion des Abenteuerfilms Piraten in Alaska (Spawn of the North) verantwortlich. Mit David L. Loew zusammen produzierte er das 1941 erschienene Filmdrama So Ends Our Night, das den Terror der Nationalsozialisten gegenüber den Juden thematisierte. Danach drehte er insgesamt sechs Filme als Regisseur, häufig nach literarischen Vorlagen. In Pandora und der Fliegende Holländer, der als Kultfilm gilt, ließ er seiner künstlerischen (er war mit surrealistischen Malern befreundet) und literarischen Fantasie, unterstützt von dem Kameramann und Technicolor-Zauberer Jack Cardiff, freien Lauf. 1966 veröffentlichte er die Erzählung The unaltered cat. Er starb 1968 in New York City an Lungenentzündung.

## Filmografie
Als Produzent (Auswahl)
- 1931: Das Mädel aus Havanna (The Cuban Love Song)
- 1932: Liebesleid (Smilin’ Through)
- 1934: What Every Woman Knows
- 1935: Abenteuer im Gelben Meer (China Seas)
- 1935: Meuterei auf der Bounty (Mutiny on the Bounty)
- 1937: Die gute Erde (The Good Earth)
- 1937: Ein Mordsschwindel (True Confession)
- 1938: Piraten in Alaska (Spawn of the North)
- 1938: Zaza
- 1941: So Ends Our Night
- 1941: Die Falschspielerin (The Lady Eve)
- 1951: Pandora und der fliegende Holländer (Pandora and the Flying Dutchman)
- 1953: Saadia
- 1957: The Living Idol

Als Regisseur (komplett)
- 1942: Der Besessene von Tahiti (The Moon and Sixpence)
- 1945: Das Bildnis des Dorian Gray
- 1947: Die Privataffären des Bel Ami (The Private Affairs of Bel Ami)
- 1951: Pandora und der Fliegende Holländer
- 1953: Saadia
- 1957: The Living Idol

In weiterer Funktion
- 1924: Wer war der Vater? (Name the Man) (Script Supervising)
- 1927: Im stillen Gässchen (Quality Street) (Drehbuchautor)
- 1928: Die Komödiantin (The Actress) (Drehbuchautor)
- 1929: Der jüngste Leutnant (Devil-May-Care) (Produktionsleitung)

## Auszeichnungen
- 1938: Oscar – Nominierung in der Kategorie Bester Film für Die gute Erde
- 1953: DGA Award – Nominierung in der Kategorie Outstanding Directorial Achievement in Motion Pictures für Pandora und der fliegende Holländer
- 1996: Retro Hugo Award für Das Bildnis des Dorian Gray aus dem Jahr 1945